# Pfaffia tuberosa
Pfaffia tuberosa är en amarantväxtart som först beskrevs av Spreng., och fick sitt nu gällande namn av Cristóbal Mariá Hicken. Pfaffia tuberosa ingår i släktet Pfaffia och familjen amarantväxter. Inga underarter finns listade i Catalogue of Life.

## Bildgalleri

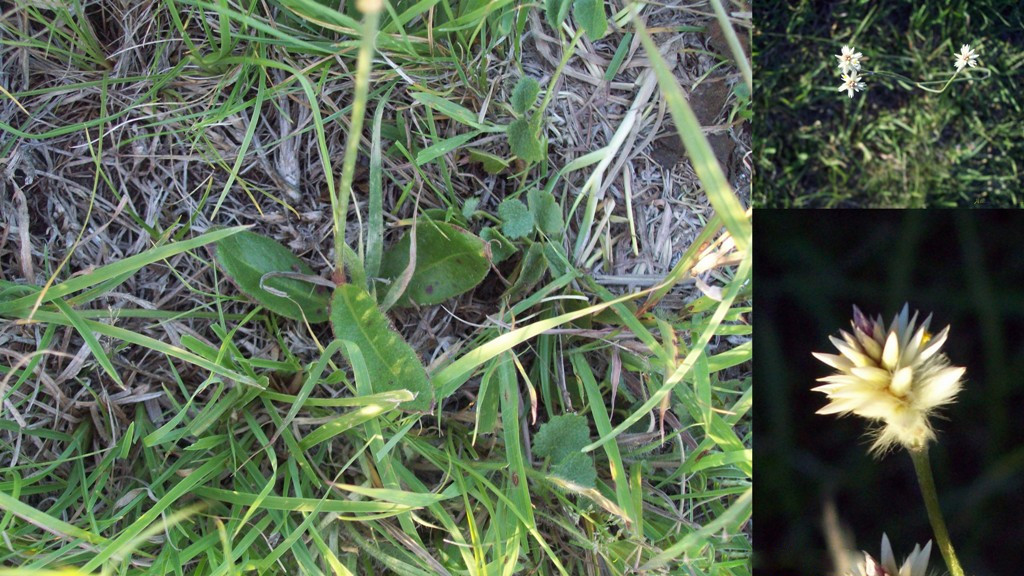